# Такка-такка
«Такка-такка» (англ. Takka Takka) — картина в стиле поп-арт, созданная американским художником Роем Лихтенштейном в 1962 году. Она выполнена в стиле комикса с использованием техники Бен-Дей. Картина хранится в коллекции Музея Людвига. Название произведения происходит от ономатопеического слова «Takka», изображённому на ней графически и имитирующему звук, который исходит от работающего пулемёта.

## История
Рой Лихтенштейн был обученным пилотом Армии США, чертёжником и художником, а также ветераном Второй мировой войны несмотря на то, что никогда не видел и не принимал участия в активных боевых действиях. На работе «Такка-такка» изображена пулемётная стрельба, которая ведётся поверх маскировочной сети из пальмовых листьев во время битвы за Гуадалканал между американцами с союзниками и Японией с конца 1942 по начало 1943 года. На картине видны гильзы и летящая граната. Взрыв стилизован под титульную фразу. Источником для картины Лихтенштейна является рисунок из номера 40 комикса «Battlefield Action», опубликованного издательством «Charlton Comics Group» в феврале 1962 года.
По сравнению с первоисточником на работе Лихтенштейна нет линии горизонта и других признаков глубины резко изображаемого пространства. Художник также убрал все обозначения человека в композиции, убрав руку, шлем и японский символ восходящего солнца.

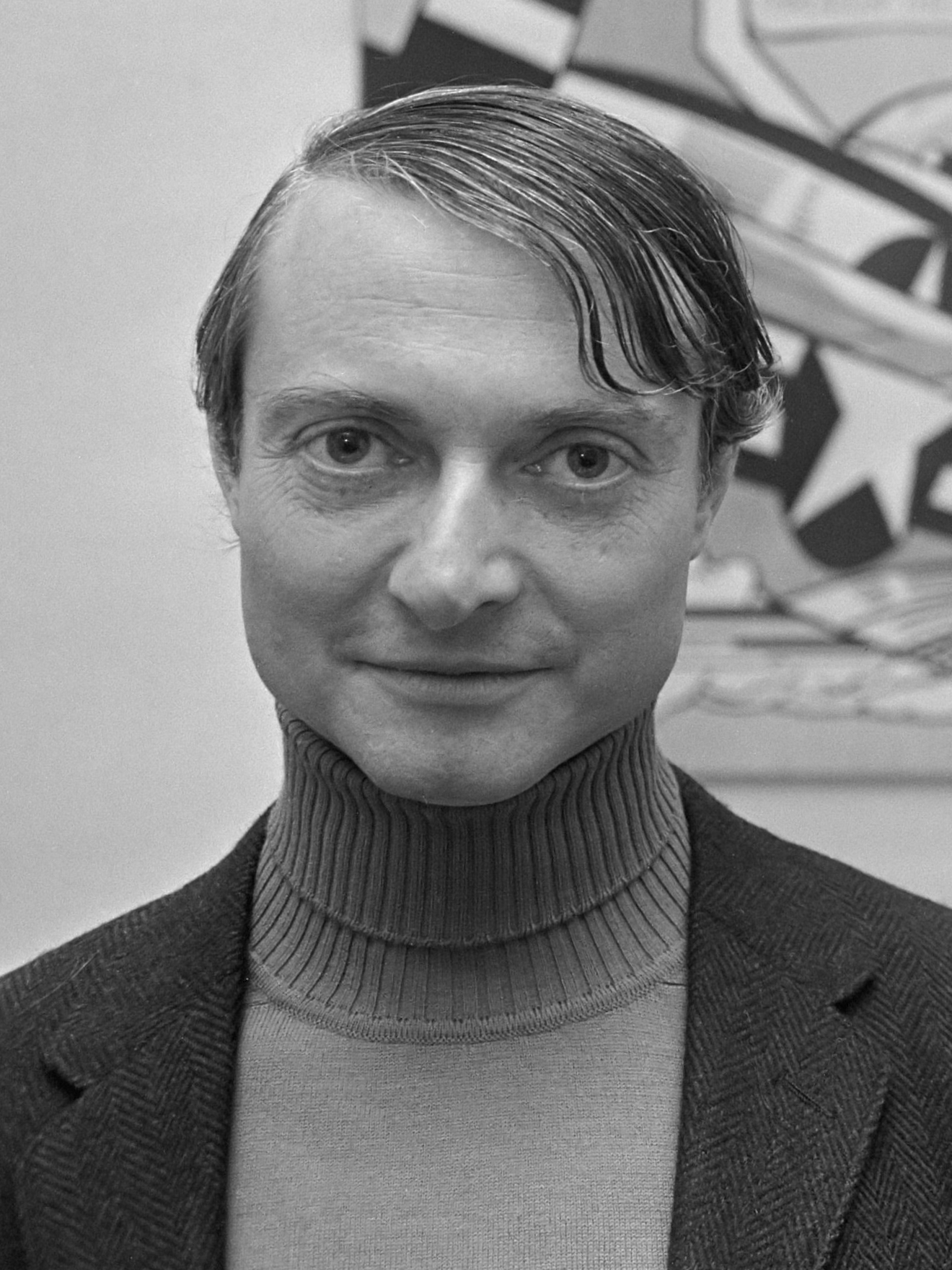
Рой Лихтенштейн в 1967 году.

Лихтенштейна критиковали за милитаризм в нескольких его работах («Такка-такка», «Бу-ух!» и «Ладно, горячая штучка, ладно!»). Художник отвечал на это тем, что несмотря на то, что герои, изображённые в комиксах, являются фашистскими типами, он не воспринимает их всерьёз. Он допускал, что подобный подход может восприниматься как политический момент, но подчёркивал, что использует его по предельно формальным причинам.

## Критика
Софи Гилберт, критик американского ежемесячного журнала «The Washingtonian», похвалила картину «Такка-такка» (вместе с работой «Брататат!») как образец лихтенштейнских «агрессивных, гипермаскулинных военных картин» из-за изображения орудий, создающих звуковые эффекты и использования звукоподражательных слов во время военного конфликта.
«Такка-такка», с ее разрушением основного повествовательного предложения текстом, сосредоточенным на отсутствующих деталях о прошлом или опущенном настоящем, оценивается как «самое маловероятное соединение картины и истории». Работа рассматривается как одна из тех, в которых Лихтенштейн преувеличил значение звуковых эффектов комиксов в общем стиле поп-арта.
По мнению критика Стивена Вайзенбургера, изменения, внесённые Лихтенштейном по сравнению с первоисточником, создают напряжение между повествованием и графическим содержанием, потому что «истощённые солдаты» на картине отсутствуют. Он также отмечал, что «Такка-такка» служит подрывом интерпретативных конвенций «поп-культуры» и, что ещё более важно, подвергает сомнению общую идею о войне, героизирующую насилие во имя неких высших идей. Косвенным образом сравнивая «Такка-такку» с «Герникой» Пикассо искусствовед Клаус Хоннеф утверждал, что использование в работе «мультипликационной идиомы в сочетании с элементами письменного языка» демонстрирует, что искусство не должно представлять ужасы войны графически, чтобы быть сильным.